# Ахиза
Ахиза (груз. ახიზა) — средневековая крепость в историческом Кларджети, расположенное в современной деревне Ферхатлы, на левом берегу реки Ардануч (Горух) в провинции Артвин.

## История
Крепость Ахиза существовала уже во времена царя Вахтанга Горгасали (вторая половина V века). После разрыва союза с Персией и заключения альянса с Византией Вахтанг поручил своему приемному брату Артавазу восстановить крепость, которая к тому времени находилась в разрушенном состоянии. Ахиза стала одним из первых мест, где был учрежден епископат в результате церковных реформ Вахтанга Горгасали.
В IX веке руины кафедрального собора, построенного при Вахтанге, были еще видны, однако в настоящее время даже их следы трудно обнаружить. В дальнейшем, после восстановления крепости Артануджи, Ахиза потеряла былое военно-политическое значение.

## Архитектурные Особенности
Крепость Ахиза построена на крутых скалах, доминируя над рекой. Среди архитектурных элементов крепости можно выделить:
- Каменные стены и башни: Основные укрепления были построены с использованием тщательно обработанных каменных блоков.
- Арочные конструкции: Внутри крепости находился массивный арочный проход, соединяющий две башни и укрепляющий центральную часть сооружения.
- Скальные помещения и церкви: Внутри крепости и в её окрестностях сохранились высеченные в скале помещения, в том числе несколько церквей и часовен.

## Археологические Находки
В начале XX века Александр Флоренский, исследователь и сотрудник Кавказского музея в Тбилиси, обнаружил в руинах Ахизского собора мозаичное изображение Богородицы в позе Оранта. Он перевез около 30 мозаичных камней и три антефикса с изображениями оленей и крестов в Тбилиси, где они сегодня экспонируются в Государственном музее Грузии.